# Ass (Spielkarte)

Pik-Ass

Das Ass, süddeutsch auch die Ass, nach alter Rechtschreibung As, abgekürzt A, vom altfranzösischen/lateinischen as (eine Einheit), ist ein Kartenwert im französischen Blatt und bei den meisten Kartenspielen die höchste Karte. Die Entsprechung im Deutschen Blatt ist das Daus.

## Besonderheiten der Karte
Die Karte besitzt beim französischen Blatt in der Mitte ein der Spielfarbe entsprechendes Symbol (♠ ♦ ♥ ♣), das zum Teil auch verziert ist. Bei deutschen Blättern, wie dem bayerischen oder dem württembergischen, sind hingegen Illustrationen in der Mitte zu finden, die nur losen oder gar keinen Bezug zur Spielfarbe haben. Zumeist handelt es sich um allegorische Darstellungen. Das Doppeldeutsche Blatt beispielsweise gibt anhand von vier Frauenfiguren die vier Jahreszeiten wieder.

### Das Pik-Ass im Vereinigten Königreich
Im Jahr 1624 wurde in den Niederlanden eine Steuer auf Dokumente und Drucksachen, also auch Spielkarten, eingeführt. Wilhelm III. von Oranien übernahm diese Idee, als er König von England, Irland und Schottland wurde. Er führte die „stamp duty“ (Stempelabgabe) zur Finanzierung seines Kriegs mit Frankreich ein. Ursprünglich als temporäre Maßnahme gedacht, wurde die gewinnbringende Abgabe beibehalten und von einer eigenen Behörde verwaltet, die später in der Steuerbehörde aufging. Ab 1712 ging man dazu über, das Pik-Ass in einem Kartenspiel von Hand zu stempeln, um nachzuweisen, dass die Abgabe entrichtet worden war. Von 1765 an wurde das Pik-Ass von der Behörde gedruckt, und die aufwendige Gestaltung mit dem königlichen Wappen versehen. Im unteren Teil der Karte fand sich zudem ein Hinweis auf den Hersteller des Kartenspiels. Manipulationen oder Fälschungen der Karte konnten empfindliche Strafen nach sich ziehen. Ab 1862 verzichtete man auf die Steuermarke im Spiel selbst und ging zur Verwendung von Banderolen für das verpackte Kartendeck über. Die Hersteller behielten die aufwändige Gestaltung des Pik-Ass allerdings bei, anstatt des Steuernachweises verbanden sie jetzt die Eigenwerbung mit der Karte. Der deutsche Hersteller ASS (Altenburg Spielkarten) hingegen benutzt das Herz-Ass für die Kennzeichnung seiner Produkte.

## Besonderheiten im Spiel
Das Ass kann in Kartenspielen als Zahlenspielkarte 1 dienen oder als höchste Karte. Bei Spielen wie Poker oder Blackjack hat der Spieler die Wahl, welchen Wert das Ass annimmt: Beim Poker zählt das Ass, entsprechend der bestmöglichen Kombination mit anderen Karten, entweder als 1 oder als die höchste Karte, die nach dem König folgt. Es lässt sich mit dem Ass also sowohl die Straße A–2–3–4–5 als auch 10–J–Q–K–A bilden. Beim Blackjack kann der Spieler wählen, ob er das Ass als 1 oder als 11 werten will. Beim Siebzehn und Vier, einem ähnlichen Kartenspiel wie Blackjack zum Beispiel, zählt das Ass in jedem Fall als 11. Beim Rommé gilt die Sonderregel ähnlich beim Poker.
Beim Doppelkopf haben die Karo-Asse eine Sonderrolle („Füchse“).

## Trivia
- Das Pik-Ass wird oft in der US-amerikanischen Popkultur gebraucht.
- 1980 veröffentlichte die britische Rockband Motörhead das Album Ace of Spades mit dem gleichnamigen Lied. „Ace of Spades“ ist die englische Bezeichnung für das Pik-Ass.
- In Frankreich wird das Ass oft mit der Nummer 1 statt einem A gedruckt. Dieser Brauch stammt aus der Französischen Revolution, wo er den Sieg des einfachen Volkes über die Obrigkeit demonstrieren sollte, nachdem die 1 als Trumpf über die Königskarte benutzt wurde. In dem seit dem 15. Jahrhundert beliebten Spiel Tarot gilt das Ass bzw. die „1“ als kleinste Spielkarte am Ende der Fehlfarbenreihe.
- Im Kartenspiel Personality Identification Playing Cards, auf dessen Spielkarten die 52 von den Amerikanern meistgesuchten Personen im Irak des Jahres 2003 dargestellt werden, ziert das Pik-Ass das Abbild von Saddam Hussein.